# داميان كووالتشيك
داميان كووالتشيك (بالبولندية: Damian Kowalczyk)‏ (8 أغسطس 1997 في بولندا - ) هو لاعب كرة قدم بولندي في مركز الوسط. شارك مع منتخب بولندا تحت 18 سنة لكرة القدم ومنتخب بولندا تحت 19 سنة لكرة القدم. أما مع النوادي، فقد لعب مع زاغويمبيه لوبين.

## وصلات خارجية
- داميان كووالتشيك على موقع قاعدة بيانات كرة القدم.إي يو (الإنجليزية)
- داميان كووالتشيك على موقع Soccerway.com (الإنجليزية)